# هيلدا تسيغلر
هيلدا تسيغلر (بالألمانية: Hilde Ziegler)‏ هي ممثلة ألمانية، ولدت في 1939، وتوفيت في 1999.

## وصلات خارجية
- هيلدا تسيغلر على موقع IMDb (الإنجليزية)
- هيلدا تسيغلر على موقع ألو سيني (الفرنسية)
- هيلدا تسيغلر على موقع أول موفي (الإنجليزية)
- هيلدا تسيغلر على موقع قاعدة بيانات الأفلام السويدية (السويدية)
- هيلدا تسيغلر على موقع قاعدة بيانات الفيلم (الإنجليزية)
- هيلدا تسيغلر على موقع كينوبويسك (الروسية)